# マッハ3
『マッハ3（M.A.C.H. 3）』は、1983年にマイルスターが制作・販売（日本国内ではタイトーが1984年に販売）したシューティングゲームである。画像処理にIntel 8088を使用するなどかなり異例のレーザーディスクゲームであった。

## 解説
戦闘機ゲームは地上のターゲットや敵の戦闘機や戦闘ヘリコプターなどを撃ち落とすゲーム。爆撃機ゲームは敵の地上のターゲットに爆弾を落し、敵の戦闘機を撃ち落とすゲームである。敵のミサイルや高射砲に撃ち落とされたり、障害物に衝突したりするとミスとされ自機が一機減り、全てなくなるとゲームオーバーである。基本的にコックピット筺体で出回っていたので、タイトーから発売されたときには本作の筺体を転用改造して、同じタイトー製のLDゲーム『宇宙戦艦ヤマト』に流用される筺体もあった。なお戦闘機ゲームのシステムはほぼ『アフターバーナーII』に近いゲームシステムである。